# Фибус, Том
Томас Харольд Фибус (англ. Thomas Harold Phoebus, 7 апреля 1942, Балтимор, Мэриленд — 5 сентября 2019, Палм-Сити, Флорида) — американский бейсболист, питчер. Выступал в Главной лиге бейсбола с 1966 по 1972 год. Большую часть карьеры провёл в «Балтимор Ориолс», в составе которых выиграл Мировую серию 1970 года.

## Биография

### Ранние годы и начало карьеры
Томас Фибус родился 7 апреля 1942 года в Балтиморе. В бейсбол он начал играть в детстве, участвовал в соревнованиях, проводимых Католической молодёжной организации. Во время учёбы в школе Том также играл в футбол. В 1960 году он окончил школу и подписал профессиональный контракт с клубом «Балтимор Ориолс».
Дебютный сезон в профессиональном бейсболе Фибус провёл в Аппалачской лиге в составе «Блуфилд Ориолс». В восемнадцати играх он одержал шесть побед при пяти поражениях. В 1961 году его отправили играть в D-лигу за «Лисберг Ориолс». Этот сезон стал худшим во всей его бейсбольной карьере — он проиграл двенадцать матчей при одной победе с показателем пропускаемости 5,56, а команда стала последней в лиге. Несмотря на плохое выступление Тома, руководство Ориолс в 1962 году перевело его в «Абердин Фезентс» в С-лигу. В играх чемпионата он одержал тринадцать побед при десяти поражениях и пропускаемостью 4,47 и стал лидером по числу сделанных страйкаутов (195). При этом подача Фибуса не отличалась стабильностью — в 167 иннингах он допустил 152 уоков.
Сезон 1963 года Том провёл в составе «Эльмира Пионирс» в АА-лиге. Он сыграл в 29 матчах чемпионата Восточной лиги, одержал двенадцать побед при семи поражениях с пропускаемостью 3,03, и установил рекорд команды по числу сделанных страйкаутов (212). В течение следующих трёх лет он играл за «Рочестер Ред Уингз» — последнюю ступень фарм-системы «Ориолс». В 1964 году в составе команды Фибус стал победителем чемпионата Международной лиги. Весной 1966 года он впервые принял участие в предсезонных сборах команды, но пробиться в основной состав «Балтимора» пробиться не смог. Он полностью отыграл сезон Международной лиги в «Ред Уингз», в составе которых сыграл ноу-хиттер 15 августа. В середине сентября Фибус впервые был вызван в главную команду «Балтимора». В Главной лиге бейсбола он дебютировал 15 сентября 1966 года в матче против «Калифорнии Энджелс». До конца чемпионата Том выиграл два матча и проиграл один с пропускаемостью 1,23. Благодаря тому, что он родился в Балтиморе, Фибус быстро стал любимцем болельщиков.

### Главная лига бейсбола
Чемпионат 1967 года Ориолс начинали в статусе победителя Мировой серии, но провели его неудачно. Команда стала только шестой в Американской лиге, но Том был лидером стартовой ротации питчеров. Он сыграл в 33 матчах, одержал четырнадцать побед при девяти поражениях с пропускаемостью 3,33. В конце мая и начале июня Фибус провёл три «сухих» матча подряд — против «Янкис», «Ред Сокс» и «Сенаторз». Он стал лучшим в команде по числу побед, сыгранных иннингов и страйкаутов. Журнал Sporting News назвал его лучшим питчером-новичком Американской лиги. Наконец, в том же году Том женился.
В 1968 году в составе «Ориолс» произошли значительные перемены. Команда стала второй в Американской лиге, но несмотря на улучшение результата главный тренер Хэнк Бауэр по ходу сезона был уволен. Его сменил Эрл Уивер. Фибус в играх чемпионата одержал пятнадцать побед при пятнадцати поражениях. Количество сделанных им страйкаутов (193) и пропускаемость (2,61) стали лучшими в его карьере. В игре против «Бостон Ред Сокс» 27 апреля Том сыграл ноу-хиттер.
В сезоне 1969 года Фибус выиграл четырнадцать матчей при семи поражениях с пропускаемостью 3,52, но постепенно утратил статус одной из главных звёзд клуба. В составе после травмы вернулся Джим Палмер, из «Хьюстона» был обменян Майк Куэльяр. В матчах плей-офф против «Миннесоты Твинс» и «Нью-Йорк Метс» Том участия не принимал.
В следующем году он делил игровое время четвёртого стартового питчера команды с Джимом Хардином. Также Том выходил на поле в качестве реливера. За сезон он одержал пять побед при пяти поражениях с пропускаемостью 3,03. «Ориолс» вышли в Мировую серию, где встретились с «Цинциннати Редс». Фибус принял участие во второй игре серии, выйдя на замену при счёте 0:4 и доведя игру до победы 6:5. «Балтимор» выиграл финал с общим счётом 4:1. В декабре Тома обменяли в «Сан-Диего Падрес».
В новой команде он рассчитывал на увеличение количества игрового времени, но в первой части чемпионата играл плохо и с июля выходил на поле только как реливер. Всего Фибус принял участие в 29 играх, одержав три победы при одиннадцати поражениях. Весной 1972 года его обменяли в «Чикаго Кабс». Он сыграл в 37 матчах чемпионата, лишь один из них начав в стартовом составе. После завершения сезона Тома снова обменяли, на этот раз в «Атланту». Сезон 1973 года он провёл в ААА-лиге в составе «Ричмонд Брэйвз», не сумев вернуться в Главную лигу бейсбола, и по его окончании завершил карьеру. 

### После бейсбола
Закончив играть, Том переехал во Флориду. Некоторое время он работал в компании Tropicana Products. Когда ему исполнилось 39 лет, Фибус поступил сначала в общественный колледж округа Мэнати, а затем в Университет Южной Флориды. После получения диплома, он преподавал физкультуру в трёх начальных школах во Флориде. В последние годы жизни Том жил в Палм-Сити. 
Том Фибус скончался 5 сентября 2019 года в возрасте 77 лет.